# Río Yure
Río Yure är ett vattendrag i Honduras. Det ligger i den västra delen av landet, 110 km nordväst om huvudstaden Tegucigalpa.